# La Masia (Hortoneda)
La Masia és una partida rural del terme municipal de Conca de Dalt, a l'antic terme d'Hortoneda de la Conca), al Pallars Jussà. És en territori del poble d'Hortoneda.
Està situat a l'esquerra del barranc de la Masia, al nord-oest de la Font de l'Escolà, a ponent del Solà d'Hortoneda, al nord de la del Prat del Bedoll i a llevant de la Cova.
Consta de 2,1545 hectàrees de pastures.